# ISO 3166-2:SZ

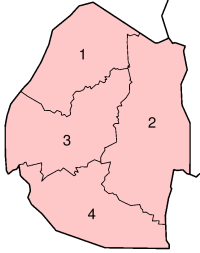
نقشه کشور اسواتینی

کد ISO 3166-2:SZ بخشی از استاندارد ایزو ۳۱۶۶ برای کشور اسواتینی است که توسط سازمان بین‌المللی استانداردسازی ISO تنظیم شده‌است این سازمان، کدهای استاندارد را برای تقسیمات کشوری (ایالتها یا استانهای) کشورهای فهرست شده در استاندارد ایزو ۳۱۶۶-۱ تعریف می‌کند.
هر کد شامل دو بخش می‌گردد که توسط علامت - جدا می‌گردند.
- بخش نخست SZ که در ایزو ۳۱۶۶-۱ آلفا-۲ کد کشور سوازیلند است.
- بخش دوم شامل یک یا دو یا سه حرف است که بیان‌کننده استان یا ایالت کشور سوازیلند می‌باشد.

## کدها
| کدها  | تقسیمات کشوری          |
| ----- | ---------------------- |
| SD-RS | دریای سرخ              |
| SD-GZ | جزیره                  |
| SD-KH | خرطوم                  |
| SD-GD | القضارف (شهر)          |
| SD-NR | River Nile (state)     |
| SD-NW | نیل سفید (ایالت سودان) |
| SD-NB | نیل آبی (ایالت)        |
| SD-NO | شمالیه                 |
| SD-DW | دارفور غربی            |
| SD-DS | دارفور جنوبی           |
| SD-KS | کردفان جنوبی           |
| SD-KA | کسلا (ایالت)           |
| SD-DN | دارفور شمالی           |
| SD-KN | کردفان شمالی           |
| SD-DE | Darfur Orientale       |
| SD-SI | سنار                   |
| SD-DC | Darfur Centrale        |